# Adriano Belmiro Duarte Nicolau
Adriano Belmiro Duarte Nicolau, soprannominato Yano (Saurimo, 8 luglio 1992), è un calciatore angolano, attaccante del Progresso e della nazionale di calcio angolana.

## Carriera

### Club
Inizia a giocare nel 2006 con la squadra della Companhia Mineira de Catoca, nel 2010 viene notato dagli osservatori del Progresso. A partire dalla stagione 2012 viene inserito stabilmente nella rosa della prima squadra, al termine del campionato vince il titolo di capocannoniere della Girabola con 14 reti realizzate.

### Nazionale
Esordisce in nazionale il 16 maggio 2012 nell'amichevole giocata contro lo Zambia. Il 14 novembre 2012 realizza il suo primo gol nell'amichevole disputata contro la nazionale della Repubblica del Congo. Viene convocato dal commissario tecnico Gustavo Ferrín per Coppa delle nazioni africane 2013, collezionando una sola presenza nella terza gara del girone eliminatorio contro Capo Verde.

## Palmarès

### Individuale
- Capocannoniere della Girabola: 1

2012

## Statistiche

### Presenze e reti nei club
Statistiche aggiornate al 14 luglio 2013.
| Stagione | Squadra   | Campionato | Campionato | Campionato | Coppe nazionali | Coppe nazionali | Coppe nazionali | Coppe continentali | Coppe continentali | Coppe continentali | Altre coppe | Altre coppe | Altre coppe | Totale | Totale |
| Stagione | Squadra   | Comp       | Pres       | Reti       | Comp            | Pres            | Reti            | Comp               | Pres               | Reti               | Comp        | Pres        | Reti        | Pres   | Reti   |
| -------- | --------- | ---------- | ---------- | ---------- | --------------- | --------------- | --------------- | ------------------ | ------------------ | ------------------ | ----------- | ----------- | ----------- | ------ | ------ |
| 2012     | Progresso | GIR        | 22         | 14         | CA              | ?               | ?               | -                  | -                  | -                  | -           | -           | -           | 22     | 14     |
| 2013     | Progresso | GIR        | 12         | 6          | CA              | -               | -               | -                  | -                  | -                  | -           | -           | -           | 12     | 6      |

### Cronologia presenze e reti in nazionale
| Cronologia completa delle presenze e delle reti in nazionale ― Angola | Cronologia completa delle presenze e delle reti in nazionale ― Angola | Cronologia completa delle presenze e delle reti in nazionale ― Angola | Cronologia completa delle presenze e delle reti in nazionale ― Angola | Cronologia completa delle presenze e delle reti in nazionale ― Angola | Cronologia completa delle presenze e delle reti in nazionale ― Angola | Cronologia completa delle presenze e delle reti in nazionale ― Angola | Cronologia completa delle presenze e delle reti in nazionale ― Angola |
| Data                                                                  | Città                                                                 | In casa                                                               | Risultato                                                             | Ospiti                                                                | Competizione                                                          | Reti                                                                  | Note                                                                  |
| --------------------------------------------------------------------- | --------------------------------------------------------------------- | --------------------------------------------------------------------- | --------------------------------------------------------------------- | --------------------------------------------------------------------- | --------------------------------------------------------------------- | --------------------------------------------------------------------- | --------------------------------------------------------------------- |
| 16-5-2012                                                             | Luanda                                                                | Angola                                                                | 0 – 0                                                                 | Zambia                                                                | Amichevole                                                            | -                                                                     | 46’                                                                   |
| 29-5-2012                                                             | Estoril                                                               | Angola                                                                | 0 – 0                                                                 | Macedonia del Nord                                                    | Amichevole                                                            | -                                                                     | 46’                                                                   |
| 3-6-2012                                                              | Luanda                                                                | Angola                                                                | 1 – 1                                                                 | Uganda                                                                | Qual. Mondiali 2014                                                   | -                                                                     | 75’                                                                   |
| 15-8-2012                                                             | Benguela                                                              | Angola                                                                | 2 – 0                                                                 | Mozambico                                                             | Amichevole                                                            | -                                                                     | 77’                                                                   |
| 14-11-2012                                                            | Estoril                                                               | Angola                                                                | 1 – 1                                                                 | Rep. del Congo                                                        | Amichevole                                                            | 1                                                                     | 76’                                                                   |
| 15-12-2012                                                            | Benguela                                                              | Angola                                                                | 1 – 1                                                                 | Gambia                                                                | Amichevole                                                            | -                                                                     | 77’                                                                   |
| 20-12-2012                                                            | Lubango                                                               | Angola                                                                | 1 – 0                                                                 | Camerun                                                               | Amichevole                                                            | -                                                                     | 89’                                                                   |
| 27-1-2013                                                             | Port Elizabeth                                                        | Capo Verde                                                            | 2 – 1                                                                 | Angola                                                                | Coppa d'Africa 2013 - Fase a gruppi                                   | -                                                                     | 85’                                                                   |
| 23-3-2013                                                             | Conakry                                                               | Senegal                                                               | 1 – 1                                                                 | Angola                                                                | Qual. Mondiali 2014                                                   | -                                                                     | [ 12 ]                                                                |
| 8-6-2013                                                              | Luanda                                                                | Angola                                                                | 1 – 1                                                                 | Senegal                                                               | Qual. Mondiali 2014                                                   | -                                                                     | [ 13 ]                                                                |
| Totale                                                                |                                                                       | Presenze                                                              | 10                                                                    |                                                                       | Reti                                                                  | 1                                                                     |                                                                       |